# Anna Kournikova (virus informático)
Anna Kournikova fue un virus informático que se propagó por Internet en todo el mundo en febrero de 2001. El programa del virus estaba contenido en un archivo adjunto de correo electrónico, que supuestamente era una imagen de la tenista Anna Kournikova, lo que le dio el nombre. Su autor lo nombró Vbs.OnTheFly y también es conocido como VBS/SST o VBS_Kalamar.

## Modo de propagación
El virus se distribuía como un correo electrónico en inglés indicando en el cuerpo del mensaje:
```
Hi :
Check this!

```

Esto significa en español:
```
Hola :
¡Mira esto!

```

Anna Kournikova en 2009.

El archivo adjunto se llamaba AnnaKournikova.jpg.vbs. Esto significa que el archivo no es una extensión .jpg, como una imagen, sino uno .vbs, un ejecutable de Visual Basic.Cuando se abría el archivo en Microsoft Outlook, el archivo no mostraba una imagen de Kournikova, por el contrario iniciaba un programa VBScript que se reenviaba a sí mismo a todos los contactos en la libreta de direcciones de la víctima. Para no dejar rastro, el gusano se eliminaba de la bandeja de Enviados.Viendo la magnitud del problema Microsoft decidió subir a la red un parche que evitaba la transmisión de este virus.

## Antecedentes
El 11 de febrero de 2001, el virus Anna Kournikova es liberado por Jan de Wit, un joven neerlandés de 20 años,  el cual utilizaba el seudónimo “OnTheFly”. El virus fue escrito en el lenguaje de programación Visual Basic. De Wit creó su virus en cuestión de horas utilizando un sencillo programa en línea llamado Visual Basic Worm Generator escrito por un programador argentino que usaba el seudónimo de [K]Alamar. Aparentemente, el autor creó el virus en cuestión de horas. “El joven había descargado un programa el domingo 11 de febrero de Internet y más tarde ese mismo día, alrededor de las 3:00 p. m., desató el virus en un grupo de noticias”, dijo el comunicado de la policía.  El virus Anna Kournikova no corrompió los datos en la computadora infectada, a diferencia del virus similar ILOVEYOU que atacó un año antes en 2000. A finales de 2001, Anna Kournikova era la octava mujer más buscada en Google, por lo que el uso del nombre de la tenista fue una buena elección.

## Captura y Condena

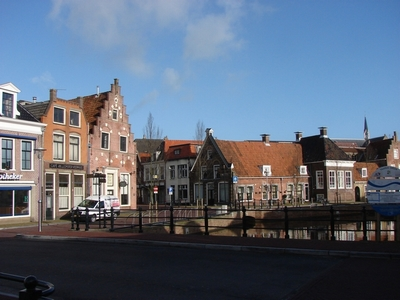
Sneek, la ciudad natal de De Wit.

David L. Smith, el autor del virus Melissa de 1999, ayudó al FBI a rastrear la identidad de De Wit. El programador se entregó a la policía en su ciudad natal Sneek el 14 de febrero de 2001. Después de publicar una confesión en un sitio web y un grupo de noticias dedicado a la tenista. Admitió la creación del virus utilizando un conjunto de herramientas y dijo que sus motivaciones eran ver si la comunidad de Tecnología había desarrollado una mejor seguridad del sistema después de infecciones de virus anteriores. Atribuyó la culpa de la tasa de propagación del virus a la belleza de Kournikova, y culpó a quienes abrieron el correo electrónico, escribiendo: "es culpa de ellos que se infectaron".Unos días después de la liberación del virus, el alcalde de Sneek, Sieboldt Hartkamp, hizo una oferta de trabajo tentativa a De Wit en el departamento de TI de la administración local y dijo que la ciudad debería estar orgullosa de haber producido un joven tan talentoso.